# Arbuscoli
Gli arbuscoli sono modificazioni ifali prodotte da funghi della classe Zygomycetes (Fungi: Zygomycota) in rapporto simbiotico di tipo micorrizico con piante superiori. 
A differenza degli austori, gli arbuscoli si presentano con una ramificazione fitta e si localizzano nei tessuti più esterni della radice dell'ospite.
Queste strutture sono la base anatomo-fisiologica dell'interfaccia di scambio, tra fungo e pianta, nelle endomicorrize e sono perciò di particolare importanza nella nutrizione idrica e minerale delle piante coltivate, in particolare in condizioni di limitata fertilità e disponibilità idrica. 
Il fungo, una volta entrato in rapporto con la radice dell'ospite, penetra attraverso l'epidermide e insedia le proprie ife nel parenchima corticale. A questo punto, le ife subiscono una intensa ramificazione formando gli arbuscoli, i quali svolgono funzione di interscambio di acqua e sali minerali e accumulo di principi nutritivi di riserva. La vita degli arbuscoli è piuttosto breve, dell'ordine di circa 15 giorni.